# 1806 en architecture
| Années de l'architecture : 1803 - 1804 - 1805 - 1806 - 1807 - 1808 - 1809    |
| Décennies de l'architecture : 1770 - 1780 - 1790 - 1800 - 1810 - 1820 - 1830 |

Cet article présente les faits marquants de l'année 1806 en architecture.

## Réalisations
- 7 juillet : début de la construction de l'Arc de triomphe du Carrousel du Louvre par Fontaine et Percier (fin en 1808).
- 15 août : début de la construction de l'Arc de triomphe de l'Étoile par Raymond et Chalgrin (fin en 1836).

## Récompenses
- Prix de Rome : x.

## Décès
- 18 novembre : Claude-Nicolas Ledoux (° 21 mars 1736).
- 12 octobre : Claude Jean-Baptiste Jallier de Savault (° 28 mai 1739).